# Lacaria schachovskoyi
Lacaria schachovskoyi là một loài bướm đêm trong họ Geometridae.